# Vivasvat

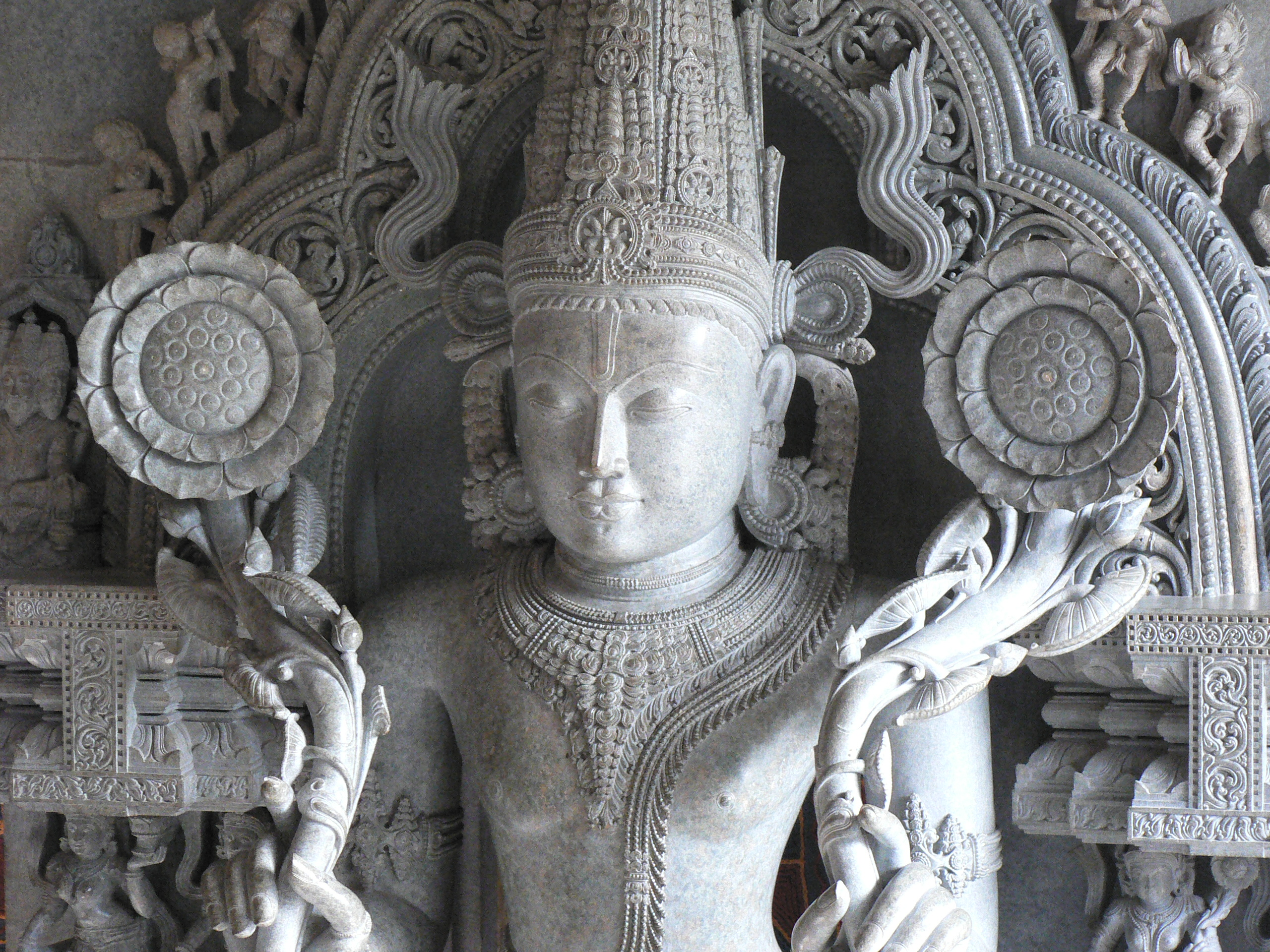
Vivasvat

Vivasvat är den uppgående Solens gud i indisk mytologi. Fader till Yama.